# Симеон Иванович (Кнез Калуге)
Симеон (Семјон) Иванович (21. март 1487 – 26. јун 1518) био је удеони кнез Калуге од 1504. до 1518. године, четврти син великог кнеза московског и целе Русије Ивана III Васиљевича и велике кнегиње Софије (Зоје) Фоминичнине Палеолог, братанице последњег византијског цара Константина XI.
Године 1505, након смрти свог оца, великог кнеза московског Ивана III Васиљевича, кнез Семјон је добио градове Калугу (која је постала његова резиденција), Бежечки врх и Козељск као удеони посед.

## Биографија
Патријаршијски или Никонски летопис бележи да је 21. марта 1487. године, у 7 часова ујутру, велики кнез московски Иван III добио свог четвртог сина по имену Симеон. Године 1504, према духовној повељи свог оца, Симеон је добио градове Бежецки врх, Калугу, Козељск и Козељске волости:
"... Да, ја благосиљам сина свог Симеона, дајем му Бежицки Врх са својим волостима и путевима, Калугу са својим волостима, и Козељск са својим волостима, и Козељске волости: Серенеск, и Људимеск, и Коробки, и Вирки, на Вирки на реци, волостима Сити, Лиси, и другим местима, и Сеничи, и В. Вздибанов и Врх-Серена, и Луган, и Местилово, и Кцин, и Хвостовичи, и Пориски, и Борјатин, и Орен, и Хостси, и Жеремин, и Снихово, и Ивановское Бабина, село Незнаново, и са другим местима, са свиме што је било везано за те волости и села...“.
Годину дана касније, кнез Симеон је издао кнежевске повеље за поседе у Бежецком Врху и Белеву. Први Калушки кнез изабрао је планинску обалу реке Јаченке у близини Калуге као локацију за кнежев двор. Овде је, према легенди, подигао дрвену тврђаву у духу руских утврђења XV-XVI века.
Међутим, поседи Калушког удеоног кнеза Симеона нису представљали јединствену целину. Волости су биле расуте. Кнез Симеон није имао право да кује државни новац, улази у пореску пољопривреду, оснива занате итд., тако да кнез Симеон Иванович није био самосталан владар и био је потпуно завистан од свог старијег брата, великог кнеза московског Василија III Ивановича.
Велики руски историчар Н. М. Карамзин назвао је кнеза Симеона Ивановича човеком ватреног расположења и лакомислене природе. Ова карактеристика је вероватно повезана са чињеницом да се у летописима помиње занимљив податак о Симеоновом покушају бекства у Литванију, предузетом пола века пре познатог сличног чина кнеза Андреја Михајловича Курбског, који је бежао од освете цара Ивана IV Грозног. Вероватно је овај корак изазван неслагањем Калушког кнеза Симеона и његове пратње са политиком његовог старијег брата, покушајем да се ослободе његовог старатељства. У Никоновом летопису, који овај догађај датира у 1510. годину, може се прочитати:
„... Тада је у зиму у јануару кнез Семјон Иванович хтео да побегне у Литванију од свог брата... и велики кнез, сазнавши за то, послао је к њему и наредио му да остане код њега и хтео је да га осрамоти. Кнез Семјон Иванович је почео да моли великог владара за његову кривицу, а велики кнез... и променио му је сав народ кривицу...".
Године 1512. Калушку кнежевину напали су кримски Татари предвођени каном Менгли Гирајем, који су опустошили Бељов, Алексин и Воротинск. Калужани су херојски бранили свој град. Кнез Симеон је водио битку против Татара директно на Оки, искористивши присуство неколико десетина великих покривених чамаца (насада). Кнез Симеон је одлучио да не пусти Татаре на леву обалу Оке, а када је бројна татарска коњица почела да плива преко Оке, која је у то време била набујала, на његову команду је изашао вод коњице да их пресретне. Кнез Симеон је користио ову технику, узимајући у обзир вишеструку супериорност непријатеља: страшна и маневарска татарска коњица на копну била је најрањивија у води, јер је јахач био приморан да плива, држећи се за гребен или реп коња. У овом тренутку, јахач се не може покрити штитом или ефикасно користити оружје. Многи Татари уопште нису знали да пливају. Ипак, битка се одликовала великом упорношћу, Татари су опколили насаде и покушали да пробију у њих, понекад су успели и битка се одиграла на чамцима. Међутим, велики губици натерали су Татаре на повлачење.
Према легенди, победа је постигнута захваљујући помоћи светог јуродива Лаврентија Калушког. За овај подвиг кнез Симеон и праведни Лаврентије постадоше месно поштовани светитељи. Кнез Симеон је 1514. године заједно са својом браћом кнезом Јуријем и великим кнезом Василијем III учествовао у заузимању Смоленска, који је јуначки преузет од Литваније.
Године 1518, кнез Симеон је, заједно са својим братом кнезом Андрејем, пратио великог кнеза Василија III током путовања на „забаву“ у Волокламском. Убрзо потом, кнез Симеон је изненада умро. Постоје верзије да је Симеонову изненадну смрт могао да изазове велики кнез Василиј III, другим речима, могао је бити отрован.
Калушки кнез Симеон Иванович умро је када је имао само тридесет једну годину. Сахрањен је у Великој кнежевској гробници у Архангелској цркви Московског Кремља. Није имао наследнике, па је, након четрнаест година постојања, Калушка кнежевина проглашена без власника и укључена од стране великог кнеза Москве Василија III у московске поседе.